# Néné Sangharé
Néné Sangharé, née le 5 juin 1967, est une athlète sénégalaise. 

## Biographie
Néné Sangharé est médaillée d'argent du saut en longueur ainsi que médaillée de bronze du relais 4 x 100 mètres aux championnats d'Afrique d'athlétisme 1988 à Annaba. 
Elle est sacrée championne du Sénégal du saut en longueur en 1986, 1987 et 1989 ainsi que du saut en hauteur en 1985.
Elle préside l'Académie sportive sénégalaise pour la relance de l'athlétisme (ASSRA).